# Comuna Klinča Sela, Zagreb
Klinča Sela este o comună în cantonul Zagreb, Croația, având o populație de 5.231 de locuitori (2011).

## Demografie
Componența etnică a comunei Klinča Sela
     Croați (98,45%)
     Necunoscut (0,13%)
     Neclasificat (0,36%)
Componența confesională a comunei Klinča Sela
     Catolici (96,1%)
     Necunoscută (1,8%)
     Alte religii (2,1%)
Conform recensământului din 2011, comuna Klinča Sela avea 5.231 de locuitori. Din punct de vedere etnic, majoritatea locuitorilor (98,45%) erau croați. Apartenența etnică nu este cunoscută în cazul a 0,13% din locuitori. Din punct de vedere confesional, majoritatea locuitorilor (96,1%) erau catolici. Pentru 1,8% din locuitori nu este cunoscută apartenența confesională.